# Torstein
Torstein är ett berg i Österrike.   Det ligger i distriktet Sankt Johann im Pongau och förbundslandet Salzburg, i den centrala delen av landet, 220 km väster om huvudstaden Wien. Toppen på Torstein är 2 055 meter över havet.
Terrängen runt Torstein är bergig åt nordost, men åt sydväst är den kuperad. Närmaste större samhälle är Schladming, 11,3 km sydost om Torstein. 
Trakten runt Torstein består i huvudsak av gräsmarker. Runt Torstein är det ganska glesbefolkat, med 25 invånare per kvadratkilometer.